# Srebrna
Srebrna barva je barva kot jo ima srebro; torej vrsta sive barve, ki daje občutek kovinskosti. Simbolno ponazarja drugo mesto na tekmovanju.